# Pedicularis physocalyx
Pedicularis physocalyx är en snyltrotsväxtart som beskrevs av Aleksandr Andrejevitj Bunge. Pedicularis physocalyx ingår i släktet spiror, och familjen snyltrotsväxter. Inga underarter finns listade i Catalogue of Life.